# Nicolò Contarini
Nicolò Contarini (26. září 1553 Benátky – 2. dubna 1631 tamtéž) byl 97. benátský dóže. Vládl od svého zvolení 18. ledna 1630 až do své smrti o 15 měsíců později. Contarini byl dóžetem v době italského moru v letech 1629–1631, který vyhubil třetinu benátské populace.

## Životopis
Nicolò Contarini se narodil v Benátkách jako syn Giovanny Morosiniové a Giangabriela Contariniho, nebohatého, ale znalého vysokou kultury.
Nicolò Contarini se věnoval studiu filosofie. Brzy si získal respekt ve veřejné správě Serenissimy pro svou spravedlnost. Byl politickým stoupencem dóžete Leonarda Donata.
Během rozdělení Benátek mezi příznivce Giovanniho I. Cornara a Reniera Zena na konci roku 1629 se Contarini kriticky vymezil proti Cornarovi, nikdy však nebyl ve své opozici extrémní, což mu u Cornarových příznivců přineslo respekt.
Po smrti Cornara, se rozhořela prudká debata ohledně kandidáta na nového dóžete, neboť příznivci Cornara ani Zena nebyli schopní se shodnout, což vedlo k mnoha kolům volby. Contarini se nakonec ukázal být vhodným kompromisním kandidátem a dne 18. ledna 1630 byl zvolen novým dóžetem. Období jeho panování začalo několika neúspěchy: benátské jednotky byly v květnu 1630 poraženy v rozhodující bitvě válek o mantovské dědictví u Valeggia a následně byl přijat neuspokojivý Řezenský mír v říjnu téhož roku. Navíc v červnu téhož roku byly Benátky zasaženy první vlnou morové epidemie. Ačkoli vláda jednala rychle, uvalila karanténu na morové oběti a nařídila kremaci mrtvých těl, nedokázala zabránit tisícům obětí. V říjnu roku 1630, na žádost městské signorie, Contarini slíbil vybudování kostela na počest Blahoslavené Panny Marie, jakmile mor skončí.
Nicolò Contarini zemřel v Benátkách 2. dubna 1631, ještě před položením základního kamene budoucího kostela Santa Maria della Salute.